# توريد مستدام
التوريد المستدام أو الشراء المستدام (بالإنجليزية: sustainable procurement)‏، هي العملية التي من خلالها يتم شراء اللوازم والخدمات مع الأخذ بعين الاعتبار لأفضل قيمة للمشتريات مقابل المال، وللجوانب البيئية والاجتماعية للمنتج أو للخدمة خلال دورة الحياة بأكملها. يعتبر الشراء مستدامًا عندما تقوم المؤسسات بتوسيع نطاق هذا الإطار من خلال تلبية احتياجاتها من السلع والخدمات والأشغال والمرافق بطريقة تحقق القيمة مقابل المال وتعزز النتائج الإيجابية ليس فقط للمؤسسة نفسها بل للاقتصاد والبيئة والمجتمع أيضًا. يعرف هذا الإطار أيضًا باسم الحصيلة الثلاثية.
ينطوي الشراء المستدام على درجة أعلى من التعاون والمشاركة بين جميع الأطراف في سلسلة التوريد. اعتمدت العديد من الشركات تفسيرًا واسعًا للمشتريات المستدامة وطورت أدوات وتقنيات لدعم هذه المشاركة التعاونيّة.